# Genteng (Tanjungsari)
Genteng is een bestuurslaag in het regentschap Sumedang van de provincie West-Java, Indonesië. Genteng telt 6047 inwoners (volkstelling 2010).